# Краванцана
Краванца̀на (на италиански: Cravanzana; на пиемонтски: Cravansan-a, Кравансан-а) е село и община в Северна Италия, провинция Кунео, регион Пиемонт. Разположено е на 585 m надморска височина. Населението на общината е 399 души (към 2010 г.).